# Classe ouvrière

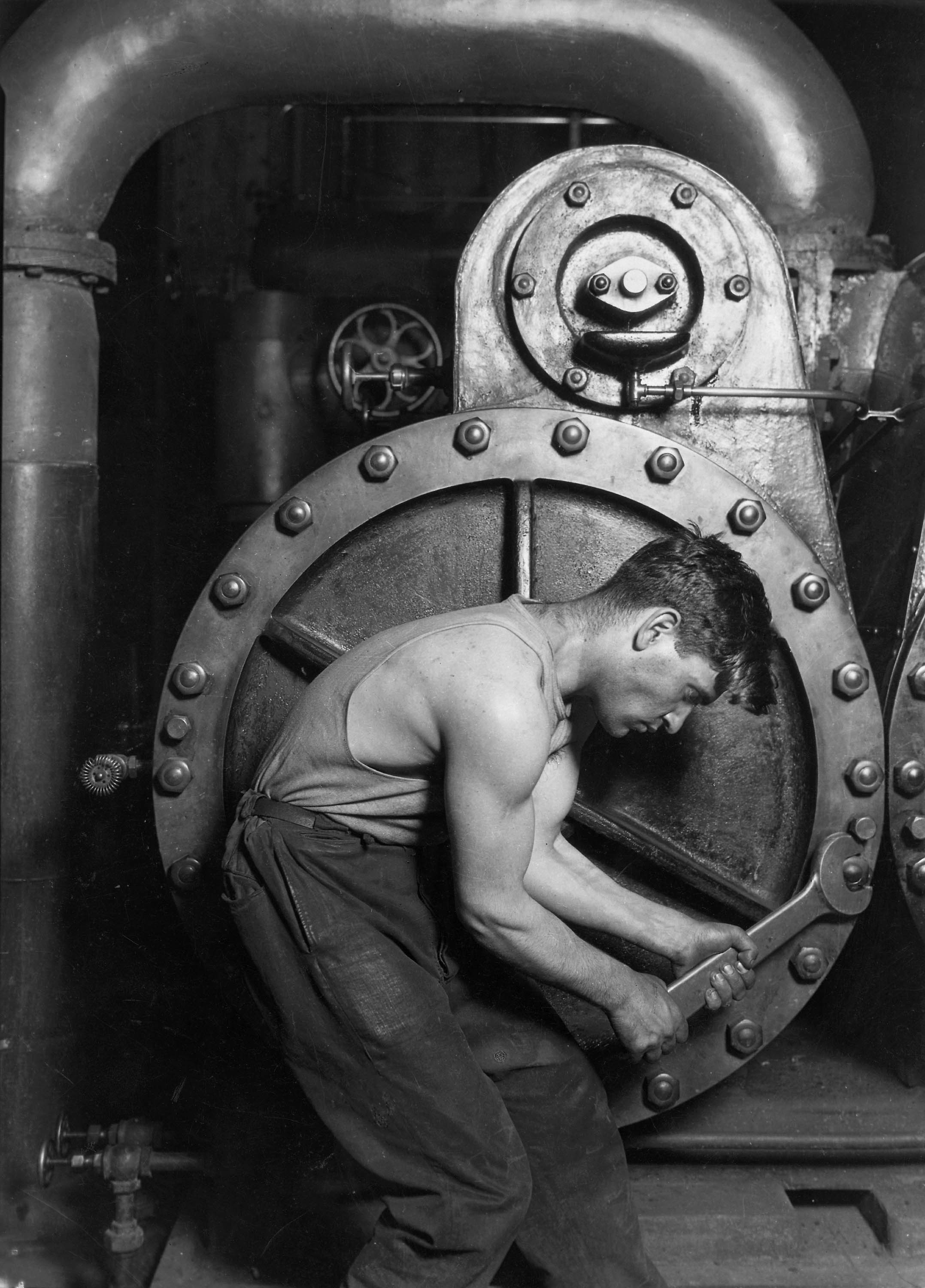
Mécanicien travaillant sur une pompe à vapeur, Lewis Hine, 1920.

La notion de classe ouvrière, qui est d'abord une notion politique, se détermine par l'appartenance de fait à la catégorie sociale des prolétaires, ceux qui ne disposent pas de la propriété des moyens de production et doivent vendre leur force de travail pour vivre.

## Définitions
Lorsque le concept a été pensé au début du XIXe siècle par les socialistes utopiques , les anarchistes et les marxistes, les choses paraissaient simples, la classe ouvrière se résumait aux ouvriers, c'est-à-dire aux travailleurs manuels, spécialement de l'industrie, mais aussi de l'agriculture, des mines, du bâtiment et de l'artisanat qui travaillent dans des conditions souvent très difficiles voire létales.
L'historien anglais Edward Palmer Thompson présente une classe ouvrière partie prenante de sa formation. À sa suite, d'autres historiens ont découvert une classe ouvrière qui influe sur sa propre identité et sur sa destinée dans une dimension politique, notamment au cours des révolutions, par exemple la révolte des canuts. Cette influence se marque aussi en termes de valeurs : les attentes des ouvriers et ouvrières ne sont pas si utopiques que le disent leurs opposants, mais s'ancrent dans la réalité. Ils ou elles recherchent l'autonomie, se créent une culture, démarches par lesquelles se crée de la liberté. Leur condition matérielle, surtout au moment de leur émergence – au début du XIXe siècle – n'était pas forcément dramatique[réf. nécessaire], et n'est pas comparable à celle de l'ouvrier moderne ; elle était organisée autour d'un métier, métier qu'ils vont chercher à sauvegarder et adapter, pour protéger leur savoir-faire, leurs codes moraux, leur solidarité. Leur condition ne deviendra difficile qu'avec l'apparition des manufactures concentrées.
Les évolutions techniques et sociales au cours du XXe siècle concourent à déplacer une partie des forces prolétaires sur des tâches correspondant à des fonctions tertiaires :
- Dans les entreprises industrielles, les métiers ouvriers ont connu des évolutions, distendant en particulier le lien entre travail et production directe, la division des tâches, compte tenu de l'automatisation des processus de production. Les postes tertiaires (liés par exemple à l'entretien, à la maintenance, à la logistique…) se multiplient dans les usines ou entreprises liées à chaque secteur de la production.
- La classe ouvrière d'aujourd'hui va du manœuvre au scientifique et se retrouve largement du simple employé au cadre supérieur et ce plus ou moins dans tous les secteurs de la production, des transports, des services en passant par le commerce, sans oublier l'associatif, qu'ils soient privés ou publics[2].
- La fonction publique compte un certain nombre d'ouvriers, au sens de travailleurs manuels et nommés aussi techniciens, notamment dans les collectivités locales, dans les établissements scolaires ou hospitaliers ainsi que dans l'entretien des infrastructures générales.

## Statistiques

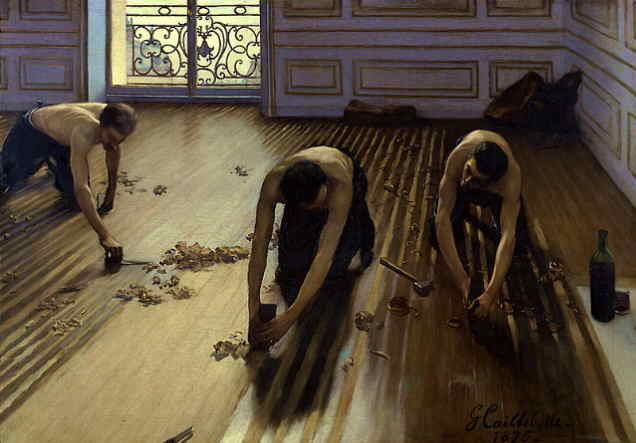
Les raboteurs de parquet, tableau de :Gustave Caillebotte (1875).

Sans considérer l'appartenance de fait, des sociologues abordent cette notion contradictoirementid., en étudiant le sentiment d'appartenance ou non à la classe ouvrière, épiphénomène socio-historique confusant, voire aliénant — ce qui va du fait de ne pas avoir clairement conscience qu'on fait partie de la classe ouvrière, jusqu'au déni (endogène ou exogène) de ce statut social . Par exemple, selon un sondage mené en 2003 auprès de personnes de plus de 18 ans en France :
| Classe ressentie        | Actifs ayant un emploi | Retraités | Ensemble des adultes |
| ----------------------- | ---------------------- | --------- | -------------------- |
| Classe moyenne          | 42 %                   | 36 %      | 40 %                 |
| Classe ouvrière         | 24 %                   | 24 %      | 23 %                 |
| Bourgeoisie             | 3 %                    | 7 %       | 4 %                  |
| Classe défavorisée      | 7 %                    | 7 %       | 8 %                  |
| Classe privilégiée      | 8 %                    | 5 %       | 8 %                  |
| Un groupe professionnel | 11%                    | 11 %      | 9 %                  |
| Un groupe social        | 2 %                    | 3 %       | 2 %                  |
| Autre                   | 3 %                    | 7 %       | 6 %                  |

### Vidéographie
- Les Prolos, documentaire de Marcel Trillat sur la classe ouvrière contemporaine en France